# خفاش گوش‌موشی کوچک
خفاش گوش‌موشی کوچک (نام علمی: Myotis blythii) گونه‌ای خفاش از تیره خفاش‌ناهیدیان با جثه به نسبت بزرگ است. جثه این خفاش کمی از خفاش گوش‌موشی بزرگ کوچک‌تر است ولی همانندی ظاهری بسیاری به آن دارد. این پستاندار در مناطق گسترده‌ای از جنوب قاره اروپا، ترکیه، ایران، آسیای مرکزی، شمال هند و پاکستان، و مناطق محدودی از چین زندگی می‌کند.
اندازه کلی بدن این خفاش ۱۳۶ میلی‌متر است.